# Adrian Gonzalez
Adrian Gonzalez (ur. 8 maja 1982) – amerykański baseballista pochodzenia meksykańskiego, który występował na pozycji pierwszobazowego. Trzykrotny uczestnik turnieju World Baseball Classic z reprezentacją Meksyku (2006, 2009, 2013).

## Przebieg kariery
Gonzalez został wybrany w 2000 roku w pierwszej rundzie draftu z numerem pierwszym przez Florida Marlins, ale grał jedynie w klubach farmerskich tego zespołu. W lipcu 2003 w ramach wymiany zawodników przeszedł do Texas Rangers, w którym zadebiutował   18 kwietnia 2004 w meczu przeciwko Seattle Mariners.
W styczniu 2006 w ramach kolejnej wymiany przeszedł do San Diego Padres. W kwietniu 2007 podpisał, nowy czteroletni kontrakt z tym klubem wart 9,5 miliona dolarów. Rok później po raz pierwszy w karierze wystąpił w All-Star Game i zdobył Złotą Rękawicę jako pierwszobazowy. 2 czerwca 2010 w meczu przeciwko New York Mets zdobył zwycięskiego grand slama w drugiej połowie jedenastej zmiany. W grudniu 2010 został zawodnikiem Boston Red Sox. W kwietniu 2011 podpisał nowy, siedmioletni kontrakt wart 154 miliony dolarów.
W sierpniu 2012 w ramach wymiany zawodników przeszedł do Los Angeles Dodgers. W sezonie 2014 zaliczył najwięcej RBI w MLB (116). 7 sierpnia 2016 w meczu przeciwko Boston Red Sox zdobył 300. home runa w MLB. 22 sierpnia 2017 w spotkaniu z Pittsburgh Pirates zaliczył 2000. uderzenie w MLB.
W grudniu 2017 został wymieniony wraz z trzema innymi zawodnikami do Atlanta Braves za Matta Kempa. W styczniu 2018 podpisał roczny kontrakt z New York Mets.

## Nagrody i wyróżnienia
| Nagroda/wyróżnienie     | Lata                         | Źródło |
| 5× All-Star             | 2008, 2009, 2010, 2011, 2015 | [ 3 ]  |
| 4× Gold Glove Award     | 2008, 2009, 2011, 2014       | [ 3 ]  |
| 2× Silver Slugger Award | 2011, 2014                   | [ 3 ]  |